# Alberto Villalta
Alberto Villalta Ávila (San Salvador, 1947. november 19. – 2017. március 4.) olimpiai válogatott salvadori labdarúgó, hátvéd.

## Pályafutása

### Klubcsapatban
1965 és 1967 között az Alianza, 1968 és 1970 között az Atlético Marte labdarúgója volt. Mindkét csapattal két-két bajnoki címet nyert. 1971-től a CD FAS együttesében szerepelt.

### A válogatottban
Részt vett az 1968-as mexikóvárosi olimpián, ahol két csoportmérkőzésen lépett a pályára. Az első találkozón 4–0-s vereséget szenvedett a csapattal a címvédő és a későbbi győztes magyar válogatottól. A következő Izrael elleni meccsen 2–1-es izraeli vezetésnél a 67. percben kiállították. A mérkőzést 3–1-re az izraeli válogatott nyerte. Az utolsó Ghána elleni mérkőzésen eltiltás miatt már nem léphetett pályára és mivel a csoportban az utolsó helyen végeztek, így a torna is végett ért a salvadori válogatott számára. Tagja volt az 1970-es mexikói világbajnokságon részt vevő csapatnak, de mérkőzésen nem szerepelt a tornán. Az A-válogatottban végül sohasem lépett pályára.

## Sikerei, díjai
Alianza FC
- Salvadori bajnokság
  - bajnok: 1965–66, 1966–67

 Atlético Marte
- Salvadori bajnokság
  - bajnok: 1968–69, 1970